# Bier is bitter
Bier is bitter is een single van de Nederlandse zanger Rob de Nijs uit 1976. Het stond in 1977 als negende track op het album Tussen zomer en winter, waar het de tweede single van was, na Ik laat je vrij.

## Achtergrond
Bier is bitter is geschreven door Harry van Hoof, Rob de Nijs en Lennaert Nijgh en geproduceerd door Will Hoebee. Het is een nederpoplied dat een ode is aan stappen en bier. Het lied was de carnavalskraker van 1977. B-kant van de single was Spekvet. 

## Hitnotering
Het lied was niet erg succesvol. Het haalde de Nationale Hitparade niet en het kwam slechts tot de twaalfde plaats van de Tipparade van de Top 40